# نمویانی
نمویانی (به چکی: Nemojany) یک منطقهٔ مسکونی در جمهوری چک است که در ناحیه ویشکوو واقع شده‌است. نمویانی ۶٫۰۱ کیلومتر مربع مساحت و ۶۶۶ نفر جمعیت دارد و ۲۶۵ متر بالاتر از سطح دریا واقع شده‌است.